# Speonectes
Speonectes is een geslacht van straalvinnige vissen uit de familie van de bermpjes (Nemacheilidae).

## Soorten
- Speonectes tiomanensis Kottelat, 1990